# École secondaire Dalbé-Viau
 (novembre 2024).
La mise en forme du texte ne suit pas les recommandations de Wikipédia : il faut le « wikifier ».
Les points d'amélioration suivants sont les cas les plus fréquents :
- Les titres sont pré-formatés par le logiciel. Ils ne sont ni en capitales, ni en gras.
- Le texte ne doit pas être écrit en capitales (les noms de famille non plus), ni en gras, ni en italique, ni en « petit »…
- Le gras n'est utilisé que pour surligner le titre de l'article dans l'introduction, une seule fois.
- L'italique est rarement utilisé : mots en langue étrangère, titres d'œuvres, noms de bateaux, etc.
- Les citations ne sont pas en italique mais en corps de texte normal. Elles sont entourées par des guillemets français : « et ».
- Les listes à puces sont à éviter, des paragraphes rédigés étant largement préférés. Les tableaux sont à réserver à la présentation de données structurées (résultats, etc.).
- Les appels de note de bas de page (petits chiffres en exposant, introduits par l'outil «  Source ») sont à placer entre la fin de phrase et le point final[comme ça].
- Les liens internes (vers d'autres articles de Wikipédia) sont à choisir avec parcimonie. Créez des liens vers des articles approfondissant le sujet. Les termes génériques sans rapport avec le sujet sont à éviter, ainsi que les répétitions de liens vers un même terme.
- Les liens externes sont à placer uniquement dans une section « Liens externes », à la fin de l'article. Ces liens sont à choisir avec parcimonie suivant les règles définies. Si un lien sert de source à l'article, son insertion dans le texte est à faire par les notes de bas de page.
- La présentation des références doit suivre les conventions bibliographiques. Il est recommandé d'utiliser les modèles {{Ouvrage}}, {{Chapitre}}, {{Article}}, {{Lien web}} et/ou {{Bibliographie}}. Le mode d'édition visuel peut mettre en forme automatiquement les références.
- Insérer une infobox (cadre d'informations à droite) n'est pas obligatoire pour parachever la mise en page.

Pour une aide détaillée, merci de consulter Aide:Wikification.
Si vous pensez que ces points ont été résolus, vous pouvez retirer ce bandeau et améliorer la mise en forme d'un autre article.
L'école secondaire Dalbé-Viau est un établissement d'enseignement public des Centre de services scolaire Marguerite-Bourgeoys, située à Lachine dans la province de Québec. En plus de ses programmes académiques, l’école est célèbre pour son programme de football des Aigles d’Or, qui a formé plusieurs joueurs professionnels évoluant dans la Ligue canadienne de football.

## Histoire
Le 14 mars 1961, les membres de la Commission scolaire de Lachine proposent à la Communauté des Sœurs de Sainte-Anne l'achat d’un terrain. Cette offre est acceptée en septembre 1961.
En mai 1962, l'approbation du gouvernement provincial est transmise aux commissaires pour l’achat du terrain. C’est l’architecte Paul-M. Lemieux qui sera chargé de la préparation des plans et devis.
Le 25 juin 1963, il est décidé que cette école portera le nom de « l'école secondaire Dalbé-Viau », en l'honneur de l'architecte de renom Dalbé Viau.

## Programmes offerts

### PEAI
Le programme d’enrichissement des apprentissages informatisés est axé sur l’utilisation des technologies pour enrichir l’apprentissage des élèves. Il inclut l'accès à des ordinateurs portables pour les élèves, des classes hyper technologiques avec un environnement axé sur la collaboration, ainsi que des projets interdisciplinaires et des cours d’informatique. Ce programme est offert de la première secondaire jusqu’en quatrième secondaire.

### Sciences
Ce programme vise à développer chez les élèves une vision scientifique du monde ainsi qu'une compréhension des enjeux actuels et futurs. Il offre un accès privilégié aux laboratoires scientifiques et technologiques, ainsi qu'à des ordinateurs portables. Le programme comprend également des sorties éducatives, des projets d’expérimentation et des concours scientifiques. Il permet aux élèves d'explorer divers domaines scientifiques et de cultiver une passion pour les sciences. De plus, il propose des unités scolaires supplémentaires et prépare efficacement les élèves aux études supérieures.

### Football
Le programme de football des Aigles d’Or de l’école secondaire Dalbé-Viau est reconnu pour son impact significatif tant sur le plan sportif qu’éducatif. Malgré un effectif de seulement 1000 élèves, l’école compte six anciens joueurs évoluant dans la Ligue canadienne de football, l'un d'entre eux étant Enock Makonzo (en). Environ 90 % des participants au programme accèdent à une équipe collégiale au Québec. En 2023, pas moins de 10 joueurs ont été recrutés par des écoles secondaires américaines. Ce succès repose sur une implication exceptionnelle du personnel et des anciens élèves, qui forment une véritable communauté de soutien pour les jeunes. Le programme joue un rôle clé dans le développement personnel et académique des participants, en leur offrant discipline, encadrement et motivation pour surmonter les défis socioéconomiques souvent présents dans leur environnement.